# نظرية الفستق (كتاب)
نظرية الفستق  هو كتاب تطوير ذات للكاتب السعودي فهد عامر الأحمدي.

## القصة
جمع  الكتاب العديد من المقالات التي تخص تطوير الذات و أدوات البرمجة اللغوية العصبية وإعادة تنظيم وبلورة الانسان بعالمه و ما يستطيع أن يقوم به من سلوك منظبط تجاه مستقبله و سلوكه كإنسان متحضر تجاه البيئة المحيطة ليعود عليه بالنفع المطلوب. تمت صياغة الكتاب ليفتح المجال للقارىء ليكون متفاعلا مع أسلوب الكاتب لا مجرد متلقي يلقن امور يدعي كاتبها انها صحيحة فقط, و عليه كل من يقرا الكتاب يخرج بعادة التغلغل داخل المواضيع ليعيش نفسه و وضعه فيها كما لو كانت تفتح أبوابًا من عوالم الخيال الخصب الذي يمكن تحويله إلى حقيقة مطلقة و قد تحقق هذا الهدف بالفعل, بعد اتمام الأمر بسرد بعض القصص الهامة والتي تمس حياة الناجحين من الناس حتي تكون حافزا للقارىء في أخذها قدوة لحياته.

## نبذة عن المؤلف
فهد عامر الأحمدي هو كاتب سعودي صاحب عمود حول العالم في جريدة الرياض. بدأ كتابة المقالة في جريدة المدينة، وفي 17 أغسطس 1991م نشر أول مقال له بعنوان «انف.جار سيبيريا» قبل أن ينتقل إلي جريدة الرياض وينشر أول مقال له في 21 سبتمبر 2000م, ولا يزال كاتباً يومياً في جريدة الرياض. ويعد الكاتب الأعلى أجرًا على مستوى الكتاب السعوديين حاليًا. كما يعتبر كتابه نظرية الفستق من أكثر مؤلفاته مبيعاً.

## محتويات الكتاب
يحتوي هذا الكتاب على مجموعة مقالات تتمحور حول تطوير الذات والبرمجة اللغوية العصبية وطرق التفكير والوعي والسلوك الإنساني.
من المواضيع التي تضمنها الكتاب في جزءه الأول:
- ما هي خطتك في الحياة.
- اعرف نفسك أولاً.
- إن لم تحلم بهِ فكيف ستُحقّقه.
- لا تفكّر بالنجاح بل بخلق عادة ناجحة.
- ملخص كتاب نظرية الفستق.
- عشرون قاعدة في المنزل.
- إرشادات الحياة الصغيرة.

أما الجزء الثاني فقد تضمن لعدة مواضيع منها:
- كن أنت التغيير الذي تريده.
- نحن نتعلَّم من الاختلاف.
- ما لا يقتلك يقويك.
- خمس لغات لا يتقنها الجميع.
- لا أحد يراقبك مثل أطفالك.
- قانون الإضافة البسيطة.
- قوانين هيل للنجاح.
- القراءة وحدها لا تكفي.
- كيف تعتذر بذكاء؟

## وصلات خارجية
- آراء القراء حول رواية نظرية الفستق  على موقع جود ريدز